# Sondra van Ert
Sondra van Ert (Des Moines, 9 maart 1964) is een voormalig  snowboardster uit de Verenigde Staten. Ze vertegenwoordigde haar vaderland op de Olympische Winterspelen 1998 in Nagano en de Olympische Winterspelen 2002 in Salt Lake City. 

## Resultaten

### Olympische Winterspelen
| Jaar | Plaats         | Resultaten               |
| ---- | -------------- | ------------------------ |
| 1998 | Nagano         | 8e Reuzenslalom          |
| 2002 | Salt Lake City | 17e Parallelreuzenslalom |

### Wereldkampioenschappen
| Jaar | Plaats               | Resultaten                                                                       |
| ---- | -------------------- | -------------------------------------------------------------------------------- |
| 1996 | Lienz                | Reuzenslalom · Parallelslalom                                                    |
| 1997 | San Candido          | Reuzenslalom · 11e Slalom · 21e Parallelslalom · 9e Snowboardcross               |
| 1999 | Berchtesgaden        | Reuzenslalom · 13e Parallelreuzenslalom · 23e Parallelslalom · 7e Snowboardcross |
| 2001 | Madonna di Campiglio | 4e Reuzenslalom 6e Parallelreuzenslalom 19e Parallelslalom DNS Snowboardcross    |

### Wereldbeker
Eindklasseringen
| Seizoen   | Algemeen          | Reuzenslalom       | Slalom             | Parallel- reuzenslalom | Parallelslalom     | Parallel           | Snowboardcross    |
| --------- | ----------------- | ------------------ | ------------------ | ---------------------- | ------------------ | ------------------ | ----------------- |
| 1994/1995 |                   | 9e 2680,00 punten  | 8e 2120,00 punten  |                        |                    | 13e 1070,00 punten |                   |
| 1995/1996 | 6e 885,00 punten  | · 5190,00 punten   | 14e 3390,00 punten |                        |                    |                    |                   |
| 1996/1997 | · 1080,00 punten  | · 5320,00 punten   | 14e 2070,00 punten |                        |                    |                    | · 2740,00 punten  |
| 1997/1998 | 25e 329,00 punten | 13e 2372,00 punten | 27e 550,00 punten  |                        |                    |                    | -                 |
| 1998/1999 | 10e 761,00 punten | · 5840,00 punten   | 19e 1010,00 punten |                        |                    |                    | 19e 530,00 punten |
| 1999/2000 | 15e 648,00 punten | 5e 3106,00 punten  |                    | 15e 2045,00 punten     |                    | 15e 2045,00 punten | -                 |
| 2000/2001 | 9e 677,00 punten  | · 2160,00 punten   |                    |                        | 23e 1782,00 punten |                    | 27e 600,00 punten |
| 2001/2002 | 19e 131,00 punten | 10e 260,00 punten  |                    | 20e 1636,00 punten     | 28e 590,00 punten  | 26e 360,00 punten  | 71e 40,00 punten  |
| 2002/2003 | 24e 48,00 punten  |                    |                    | -                      | -                  | 41e 360,00 punten  | 34e 180,00 punten |
| 2003/2004 | -                 |                    |                    | -                      | -                  | 58e 110,00 punten  | -                 |

| - | Dit seizoen niet deelgenomen aan dit onderdeel. |
|   | Onderdeel werd dit seizoen niet gehouden.       |

Wereldbekerzeges
| Datum            | Plaats             | Onderdeel            |
| ---------------- | ------------------ | -------------------- |
| 10 februari 1996 | Kanbayashi         | Reuzenslalom         |
| 5 maart 1997     | Grächen            | Snowboardcross       |
| 11 december 1997 | Whistler Blackcomb | Super G              |
| 10 december 1998 | Whistler Blackcomb | Super G              |
| 20 januari 1999  | Schönried          | Reuzenslalom         |
| 30 januari 1999  | Mont-Sainte-Anne   | Reuzenslalom         |
| 14 januari 2000  | Berchtesgaden      | Parallelreuzenslalom |
| 19 januari 2000  | Schönried          | Reuzenslalom         |

### Continentale beker
Continentale bekerzeges
| Datum            | Plaats           | Onderdeel    |
| ---------------- | ---------------- | ------------ |
| 24 februari 1999 | Sunday River     | Reuzenslalom |
| 12 november 1999 | Breckenridge     | Reuzenslalom |
| 12 december 1999 | Mammoth Mountain | Super G      |
| 17 december 2000 | Okemo Mountain   | Reuzenslalom |

### Noord-Amerikabeker
Eindklasseringen
| Seizoen   | Parallel          |
| --------- | ----------------- |
| 2003/2004 | 11e 546,00 punten |
| 2004/2005 | 15e 727,00 punten |

### Zuid-Amerikabeker
Eindklasseringen
| Seizoen   | Parallel- reuzenslalom |
| --------- | ---------------------- |
| 2001/2002 | 19e 75,00 punten       |

Noord-Amerikabekerzeges
| Datum            | Plaats       | Onderdeel            |
| ---------------- | ------------ | -------------------- |
| 28 juli 2002     | Valle Nevado | Snowboardcross       |
| 20 augustus 2003 | Valle Nevado | Parallelreuzenslalom |